# Gentianella multicaulis
Gentianella multicaulis är en gentianaväxtart som först beskrevs av John Gillies och August Heinrich Rudolf Grisebach, och fick sitt nu gällande namn av Fabris. Gentianella multicaulis ingår i släktet gentianellor, och familjen gentianaväxter. Inga underarter finns listade i Catalogue of Life.